# Квинт Петилий Спурин
Квинт Петилий Спурин (на латински: Quintus Petillius Spurinus; † 176 пр.н.е.) e политик на Римската република през 2 век пр.н.е.

## Политическа кариера
През 190 пр.н.е. той е квестор. През 187 пр.н.е. е народен трибун. Заедно с роднината му народния трибун Квинт Петилий води политически процес против Сципион Африкански и неговия по-малък брат Луций Корнелий Сципион Азиатски заради подкупи от Антиох III и присвояване на държавни пари, което прекратява тяхната политическа кариера.
През 181 пр.н.е. Петилий Спурин e претор urbanus и трябва да ръководи кампанията за изгарянето на намерените книги на Нума Помпилий. През 176 пр.н.е. той е избран за консул заедно с Гней Корнелий Сципион Хиспал, който скоро след това умира и Петилий Спурин води изборите за суфектконсул. Избраният нов консул e Гай Валерий Левин. Петилий Спурин умира същата година в битка против лигурите на планините Балиста и Лет близо до Macri Campi.